# Maurice Emile Marie Goetghebuer
Maurice Emile Marie Goetghebuer, född 1876, död 1962, var en belgisk entomolog som koncentrerade sig på tvåvingar, särskilt fjädermyggor.